# Tipula rantaicola
Tipula rantaicola là một loài ruồi trong họ Ruồi hạc (Tipulidae). Chúng phân bố ở vùng Indomalaya.